# Tim Mertens
Tim Mertens (Malinas, 7 de febrero de 1986) es un deportista belga que compitió en ciclismo en la modalidad de pista. Ganó una medalla de plata en el Campeonato Europeo de Ciclismo en Pista de 2010, en la carrera de madison. También disputó carreras en ruta, perteneciendo al equipo Topsport Vlaanderen entre los años 2009 y 2013.

## Medallero internacional
| Campeonato Europeo | Campeonato Europeo | Campeonato Europeo | Campeonato Europeo |
| Año                | Lugar              | Medalla            | Competición        |
| ------------------ | ------------------ | ------------------ | ------------------ |
| 2010               | Pruszków (Polonia) | Medalla de plata   | Madison            |